# Dysdera ligustica
Dysdera ligustica este o specie de păianjeni din genul Dysdera, familia Dysderidae, descrisă de Gasparo, 1997.
Este endemică în Italia. Conform Catalogue of Life specia Dysdera ligustica nu are subspecii cunoscute.